# جیسون امبوک
جیسون امبوک (انگلیسی: Jason Mbock؛ زادهٔ ۱ نوامبر ۱۹۹۹) بازیکن فوتبال است.